# Plantahof
Der Plantahof ist eine landwirtschaftliche Ausbildungsstätte des Kantons Graubünden und der Ostschweiz. Sie liegt im Churer Rheintal an der Deutschen Strasse zwischen dem Zentrum von Landquart und der in Richtung Igis gelegenen Fraktion Landquart Fabriken.

## Geschichte

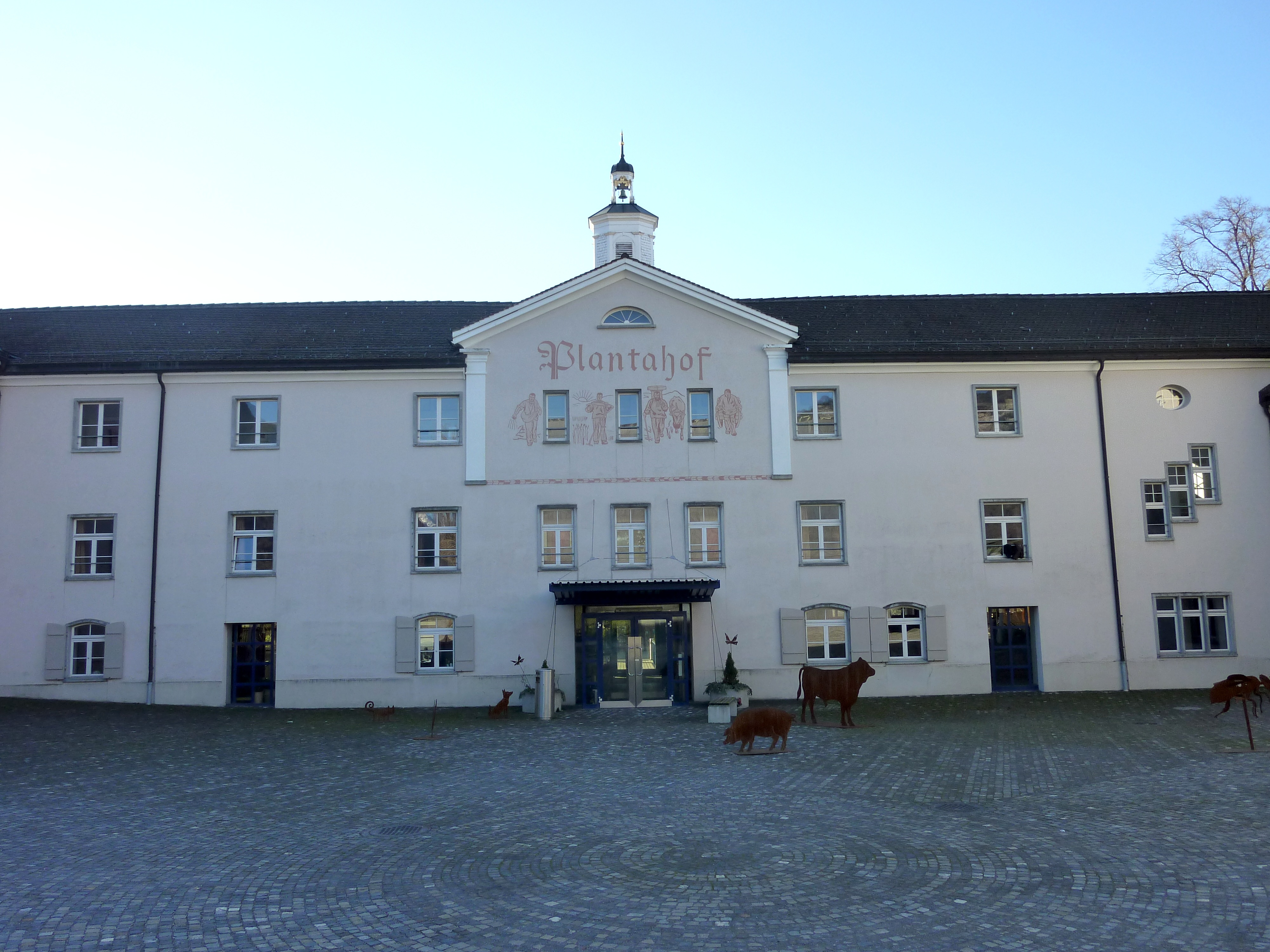
Plantahof

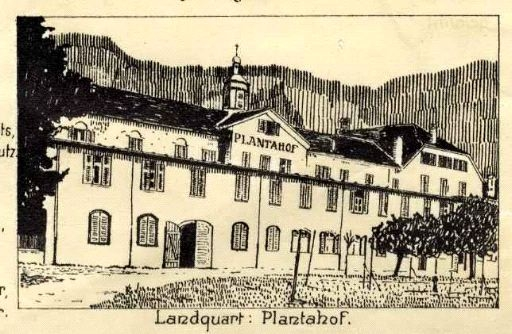
Der Plantahof auf einer anonymen Federzeichnung von 1940

1811 erbaute Thomas Lareda aus Präz am Heinzenberg das heutige Hauptgebäude. Da er seinen Reichtum als Zuckerbäcker in Sankt Petersburg in Russland erworben hatte, gestaltete er den Bau nach russischem Vorbild und nannte ihn entsprechend «Russhof». In den 1870er-Jahren trat der Kanton auf Laredas Gesuch nicht ein, den «Russhof» zu einer Ausbildungsstätte für minderbemittelte evangelische Bündner Jugendliche zu machen.
1886 ging der Hof an Rudolf Alexander von Planta über. Er betrieb Braunvieh-Zucht und spezialisierte sich auf die Berglandwirtschaft. 1895 starb von Planta. Er übertrug in seinem Testament den Gutshof dem Kanton Graubünden. Er verfügte die Beibehaltung der Braunviehzucht und die Errichtung einer Landwirtschaftsschule auf dem «Russhof». 1896 wurde letztere offiziell eingeweiht. Der Stifter wurde namensgebend, so dass  der Ausbildungsbetrieb seither «Plantahof» heisst.
Nach der Neugestaltung des Hauptbaus im Jahr 1909 wurde 1953 der neue Schulhaustrakt in Betrieb genommen, 1978 das Internatsgebäude und die Turnhalle von Richard Brosi.

## Hörsaal Weber

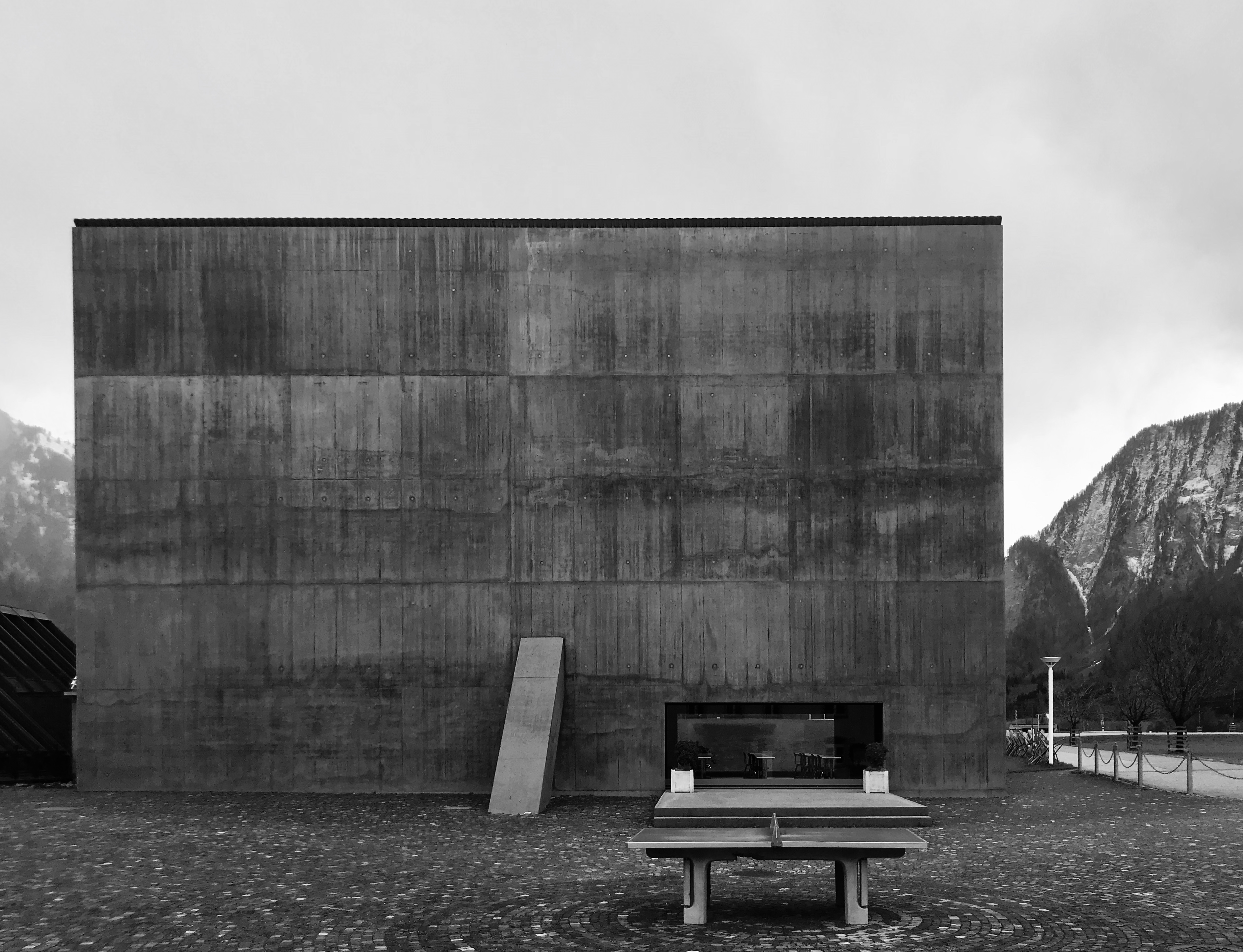
Hörsaal Weber

Im Jahr 2008 gewannen Valerio Olgiati und Nickisch Walder den Wettbewerb für das neue Auditorium. 2011 wurde der neue Hörsaal Weber nach einjähriger Bauzeit, eröffnet. Das Bauwerk schafft einen neuen zentralen Platz im Siedlungsgefüge der Landwirtschaftschule Plantahof. Dieser konnte nur durch die finanzielle Unterstützung der Carl Weber-Recoullé-Stiftung realisiert werden. Ingenieur Patrick Gartmann von Conzett Bronzini Gartmann zeichnete verantwortlich für die Tragkonstruktion. Projektleiter war Nathan Ghiringhelli mit Mitarbeiter Daisuke Kokufuda. Die Baukosten betrugen 2,75 Millionen Euro.

## Heutige Nutzung
Im Jahr 2000 kam es zum Zusammenschluss des landwirtschaftlichen Beratungsdienstes und der landwirtschaftlichen Schule. Aus der Fusion entstand das landwirtschaftliche «Bildungs- und Beratungszentrum Plantahof». Infolge des starken Rückgangs der Imker sowie der Bienenvölker werden seit Ende 2014 (neben Inforama Rütti, Zollikofen) auch im Plantahof Kurse zur Erlangung des eidgenössischen Fachausweises für Imker durchgeführt.

## Sonstiges
Der Plantahof betreibt in Malans auf rund 2,5 Hektar einen Rebberg. Die Kellerei befindet sich in Landquart. Der Wein wird seit 2020 aus biologischen Trauben nach den Richtlinien von Bio Suisse hergestellt.